# Meioneta propria
Meioneta propria är en spindelart som beskrevs av Alfred Frank Millidge 1991. Meioneta propria ingår i släktet Meioneta och familjen täckvävarspindlar.
Artens utbredningsområde är Ecuador. Inga underarter finns listade i Catalogue of Life.